# Acrolyta washingtonensis
Acrolyta washingtonensis är en stekelart som först beskrevs av Joseph Augustine Cushman 1922.  Acrolyta washingtonensis ingår i släktet Acrolyta och familjen brokparasitsteklar. Inga underarter finns listade i Catalogue of Life.